# Michał Wiraszko
Michał Wiraszko (ur. 13 września 1982 roku w Stargardzie Szczecińskim) – polski wokalista i gitarzysta.

## Życiorys
Frontman poznańskiego zespołu Muchy, któremu przewodzi od momentu założenia w 2004 roku. Występował też gościnnie na albumie Połącz kropki zespołu Afro Kolektyw oraz DDA Pei. Większość tekstów piosenek grupy jest jego autorstwa. W Radiu Merkury prowadzi cykliczną audycję Pierwsza planeta od słońca. Jest dyrektorem artystycznym Jarocin Festiwal. Z Michałem Szturomskim współtworzy duet muzyki elektronicznej MNKR (Moniker). Obaj muzycy wchodzą w skład zespołu Provinz Posen. Jest jednym z wokalistów projektu Obywatele Republiki.